# Ioana de Bourbon
Ioana de Bourbon (3 februarie 1338 – 6 februarie 1378) a fost soția regelui Carol al V-lea al Franței.
Născută la Vincennes, Ioana a fost fiica lui Petru I, Duce de Bourbon și a Isabelei a Franței (care era sora vitregă a lui Filip al VI-lea al Franței ca fiică a lui Charles de Valois și a celei de-a treia soții Mahaut de Châtillon).

## Biografie
S-a născut la castelul Vincennes la câteva zile după vărul ei, viitorul rege al Franței, Carol al V-lea. Cei doi copii au fost botezați în aceeași zi la biserica Montreuil. 
Prin căsătoria cu viitorul rege Carol al V-lea, la 8 aprilie 1350, la Tain-l'Hermitage, ea a devenit regină consort a Franței în perioada 1364 - 1378.
Ioana a născut nouă copii însă numai Carol și Ludovic au atins vârsta adultă:
1. Ioana (Jeanne) de Franța (septembrie 1357 – 21 octombrie 1360)
2. Ioan al Franței (1359–1364)
3. Bonne a Franței (1360 – 7 decembrie 1360)
4. Ioan (Jean), Delfin al Franței (7 iunie 1366 – 21 decembrie 1366)
5. Carol al VI-lea al Franței (3 decembrie 1368 – 22 octombrie 1422)
6. Maria (Marie) a Franței (27 februarie 1370 – iunie 1377)
7. Ludovic I, Duce de Orléans (13 martie 1372 – 23 noiembrie 1407)
8. Isabella (Isabelle) a Franței (24 iulie 1373 – 13 februarie 1377)
9. Ecaterina a Franței (4 februarie 1378 – noiembrie 1388)

Ioana a murit la Paris la vârsta de 40 de ani la nașterea fiicei ei Ecaterina.